# Geschichte Mittelamerikas
Die Geschichte Mittelamerikas umfasst die Entwicklungen der Region Mittelamerika von der Urgeschichte bis zur Gegenwart. Mittelamerika besteht aus der zentralamerikanischen Landbrücke, den karibischen Inseln und den Vereinigten Mexikanischen Staaten. 
Einen zeitlichen und geographischen Gesamtüberblick über die Einbettung dieser Epoche in die Menschheitsgeschichte bietet die Zeittafel der Menschheitsgeschichte.

## Vor- und Frühgeschichte Mittelamerikas
Mittelamerika ist seit etwa 10.000 Jahren von Menschen besiedelt. Man geht in der Geschichte Amerikas davon aus, dass diese ersten Einwohner über Nordamerika von Asien aus einwanderten.
Es gibt jedoch eine kontroverse Diskussion über diese Theorie, da es Funde gibt, die auf eine wesentlich frühere Besiedlung der Region hinweisen: so zum Beispiel bei Tlapacoya (ca. 20.000 bis 22.000 v. Chr.).

## Präkolumbische Zeit
Eine hohe Kulturstufe erreichten die Azteken in der Mitte Mexikos und die Maya im Grenzgebiet zwischen den heutigen Staaten Mexiko und Guatemala.
Während die Zivilisation der Maya bereits im 10. Jahrhundert auf bisher nicht abschließend geklärte Weise zerfiel, stand das Reich der Azteken bei Ankunft der Spanier in voller Blüte. Es entstand in der Mitte des 14. Jahrhunderts und wurde 1520 von den Spaniern unter Cortés zerschlagen. Die Hauptstadt Tenochtitlán wurde als Mexiko-Stadt danach zur Hauptstadt des gleichnamigen Landes.

## Kolonialzeit
Mittelamerika wurde Teil des Vizekönigreichs Neuspanien, aus dem 1821 das Mexikanische Kaiserreich unter Agustín I. (bürgerlich: Agustín de Iturbide) entstand.

## 19. Jahrhundert

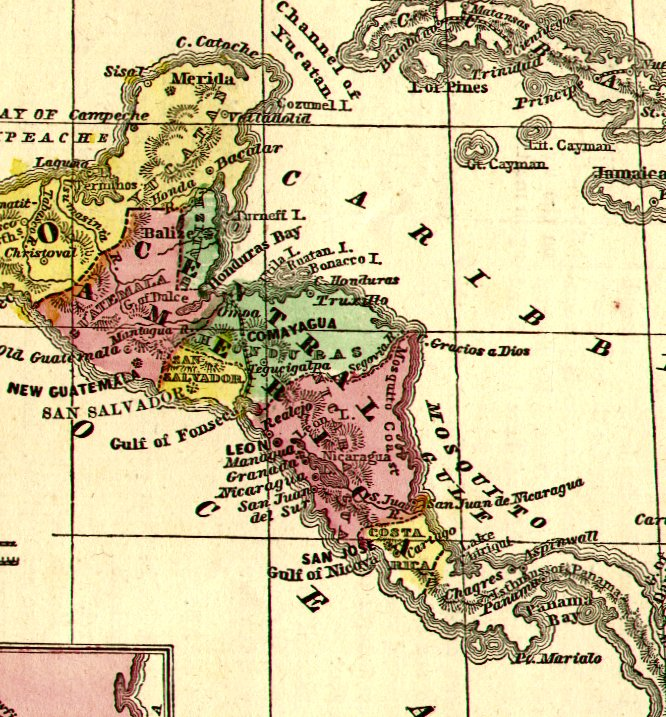
1860

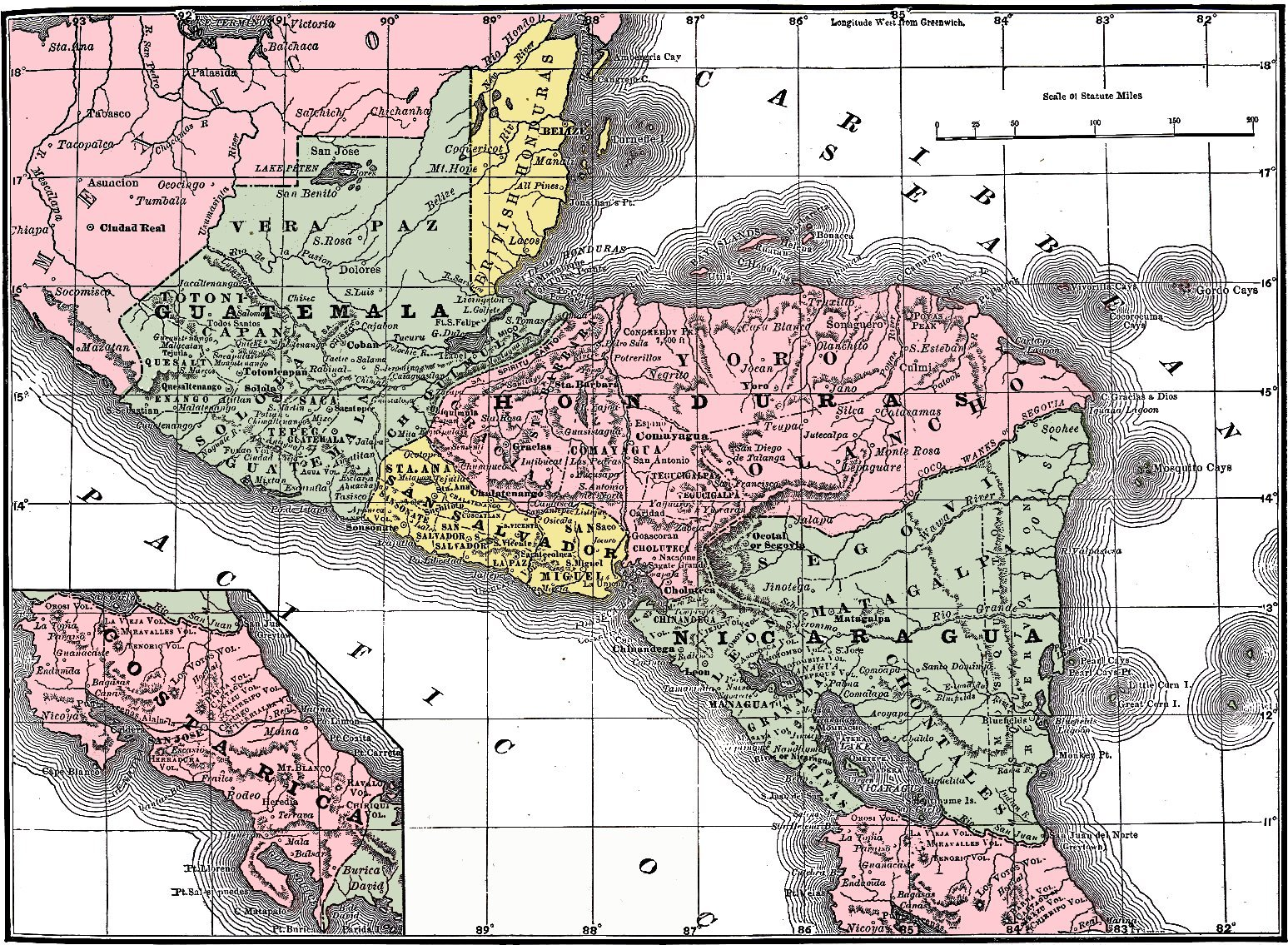
1892

1823 erfolgte die Gründung der Zentralamerikanischen Konföderation, bestehend aus Guatemala, Honduras, El Salvador, Nicaragua, und Costa Rica.
1830 traten Los Altos (heute die westlichen Hochlande von Guatemala sowie die Chiapas-Provinz Mexikos) der Föderation bei.
Nach einer Reihe von Präsidenten (1823 José Cecilo del Valle; 1825 Manuel José Arce; 1829 José F. Barrundia; 1830–1839 Francisco Morazán) ging die Einheit im Bürgerkrieg (1838–1840) verloren. Versuche zur Wiedervereinigung im 19. Jahrhundert blieben erfolglos.
Die Staaten der Karibik haben eine sehr unterschiedliche Geschichte. Gemeinsamkeit besteht jedoch darin, dass mit Ausnahme von Kuba, Puerto Rico und der Dominikanischen Republik die Inseln seit dem 16. Jahrhundert durch die Kolonialmächte England, Frankreich und Niederlande dem spanischen Einfluss entrissen wurden. Die letzten spanischen Kolonialgebiete wurden nach dem Spanisch-Amerikanischen Krieg von den USA abhängig. Auf allen karibischen Inseln wurde die indianische Bevölkerung weitestgehend ausgerottet und afrikanische Sklaven in großer Zahl als Plantagenarbeiter eingesetzt. Im Unterschied zum Festland erlangten die karibischen Staaten (außer Haiti, die Dominikanische Republik und Kuba) relativ spät, nämlich erst in der zweiten Hälfte des 20. Jahrhunderts ihre Unabhängigkeit. Daneben existieren auch heute noch einige abhängige Gebiete, welche zu Frankreich, Großbritannien, den USA und den Niederlanden gehören.

## Geschichte der Nationalstaaten
- Geschichte von Barbados
- Geschichte Belizes
- Geschichte Costa Ricas
- Geschichte der Bahamas
- Geschichte der Dominikanischen Republik
- Geschichte Dominicas
- Geschichte El Salvadors
- Geschichte Guatemalas
- Geschichte Haitis
- Geschichte von Honduras
- Geschichte Kubas
- Geschichte Nicaraguas
- Geschichte Panamas
- Geschichte St. Lucias
- Geschichte Trinidad und Tobagos